# Ornebius lepismoides
Ornebius lepismoides är en insektsart som först beskrevs av Mcneill 1901.  Ornebius lepismoides ingår i släktet Ornebius och familjen Mogoplistidae. Inga underarter finns listade i Catalogue of Life.